# Liste der Mitglieder des Sicherheitsrates der Vereinten Nationen
Die Liste der Mitglieder des Sicherheitsrates der Vereinten Nationen stellt chronologisch sortiert alle Mitglieder des Sicherheitsrates der Vereinten Nationen seit deren erster Sitzung am 17. November 1946 dar. Neben fünf ständigen Mitgliedern, den sogenannten UNO-Vetomächten, stehen zehn Sitze (bis 1965 sechs Sitze) im Zweijahresturnus wechselnden nichtständigen Mitgliedern zu. Die längste Dauer als nichtständiges Mitglied haben Japan (24 Jahre), Brasilien (22 Jahre) und Argentinien (18 Jahre) vorzuweisen. Bis zum Jahr 1963 sind Staaten aus den britischen Commonwealth Länder ein fester Bestandteil der nichtständigen Mitglieder gewesen. 

## Liste der Mitglieder

### Ständige Mitglieder
| Zeitraum  | Ständige Mitglieder | Ständige Mitglieder | Ständige Mitglieder | Ständige Mitglieder    | Ständige Mitglieder |
| --------- | ------------------- | ------------------- | ------------------- | ---------------------- | ------------------- |
| 1946–1949 | Republik China      | Frankreich          | Sowjetunion         | Vereinigtes Königreich | Vereinigte Staaten  |
| 1949–1971 | Taiwan              | Frankreich          | Sowjetunion         | Vereinigtes Königreich | Vereinigte Staaten  |
| 1971–1991 | Volksrepublik China | Frankreich          | Sowjetunion         | Vereinigtes Königreich | Vereinigte Staaten  |
| seit 1991 | Volksrepublik China | Frankreich          | Russland            | Vereinigtes Königreich | Vereinigte Staaten  |

### Nichtständige Mitglieder (1946 bis 1965)
| Jahr | Lateinamerika | Lateinamerika | Commonwealth     | Osteuropa und Asien 1 | Mittlerer Osten               | Westeuropa  |
| ---- | ------------- | ------------- | ---------------- | --------------------- | ----------------------------- | ----------- |
| 1946 | Brasilien     | Mexiko        | Australien       | Polen                 | Ägypten                       | Niederlande |
| 1947 | Brasilien     | Kolumbien     | Australien       | Polen                 | Syrien                        | Belgien     |
| 1948 | Argentinien   | Kolumbien     | Kanada           | Ukrainische SSR       | Syrien                        | Belgien     |
| 1949 | Argentinien   | Kuba          | Kanada           | Ukrainische SSR       | Ägypten                       | Norwegen    |
| 1950 | Ecuador       | Kuba          | Indien           | Jugoslawien           | Ägypten                       | Norwegen    |
| 1951 | Ecuador       | Brasilien     | Indien           | Jugoslawien           | Türkei                        | Niederlande |
| 1952 | Chile         | Brasilien     | Pakistan         | Griechenland          | Türkei                        | Niederlande |
| 1953 | Chile         | Kolumbien     | Pakistan         | Griechenland          | Libanon                       | Dänemark    |
| 1954 | Brasilien     | Kolumbien     | Neuseeland       | Türkei                | Libanon                       | Dänemark    |
| 1955 | Brasilien     | Peru          | Neuseeland       | Türkei                | Iran                          | Belgien     |
| 1956 | Kuba          | Peru          | Australien       | Jugoslawien           | Iran                          | Belgien     |
| 1957 | Kuba          | Kolumbien     | Australien       | Philippinen           | Irak                          | Schweden    |
| 1958 | Panama        | Kolumbien     | Kanada           | Japan                 | Irak                          | Schweden    |
| 1959 | Panama        | Argentinien   | Kanada           | Japan                 | Tunesien                      | Italien     |
| 1960 | Ecuador       | Argentinien   | Ceylon           | Polen                 | Tunesien                      | Italien     |
| 1961 | Ecuador       | Chile         | Ceylon           | Türkei                | Vereinigte Arabische Republik | Liberia 2   |
| 1962 | Venezuela     | Chile         | Ghana            | Rumänien              | Vereinigte Arabische Republik | Irland      |
| 1963 | Venezuela     | Brasilien     | Ghana            | Philippinen           | Marokko 2                     | Norwegen    |
| 1964 | Bolivien      | Brasilien     | Elfenbeinküste 2 | Tschechoslowakei      | Marokko 2                     | Norwegen    |
| 1965 | Bolivien      | Uruguay       | Elfenbeinküste 2 | Malaysia              | Jordanien                     | Niederlande |

### Nichtständige Mitglieder (seit 1966)
Die Aufteilung der Sitze erfolgt nach den regionalen Gruppen der Vereinten Nationen.
| Jahr | Afrika              | Afrika           | Afrika     | Asien-Pazifik                  | Asien-Pazifik | Lateinamerika und Karibik      | Lateinamerika und Karibik | Westeuropa und andere | Westeuropa und andere | Osteuropa               |
| ---- | ------------------- | ---------------- | ---------- | ------------------------------ | ------------- | ------------------------------ | ------------------------- | --------------------- | --------------------- | ----------------------- |
| 1966 | Mali                | Nigeria          | Uganda     | Japan                          | Jordanien 3   | Argentinien                    | Uruguay                   | Niederlande           | Neuseeland            | Bulgarien               |
| 1967 | Mali                | Nigeria          | Äthiopien  | Japan                          | Indien        | Argentinien                    | Brasilien                 | Kanada                | Dänemark              | Bulgarien               |
| 1968 | Algerien 3          | Senegal          | Äthiopien  | Pakistan                       | Indien        | Paraguay                       | Brasilien                 | Kanada                | Dänemark              | Ungarn                  |
| 1969 | Algerien 3          | Senegal          | Sambia     | Pakistan                       | Nepal         | Paraguay                       | Kolumbien                 | Finnland              | Spanien               | Ungarn                  |
| 1970 | Burundi             | Sierra Leone     | Sambia     | Syrien 3                       | Nepal         | Nicaragua                      | Kolumbien                 | Finnland              | Spanien               | Polen                   |
| 1971 | Burundi             | Sierra Leone     | Somalia    | Syrien 3                       | Japan         | Nicaragua                      | Argentinien               | Belgien               | Italien               | Polen                   |
| 1972 | Guinea              | Sudan 3          | Somalia    | Indien                         | Japan         | Panama                         | Argentinien               | Belgien               | Italien               | Jugoslawien             |
| 1973 | Guinea              | Sudan 3          | Kenia      | Indien                         | Indonesien    | Panama                         | Peru                      | Australien            | Österreich            | Jugoslawien             |
| 1974 | Kamerun             | Mauretanien      | Kenia      | Irak 3                         | Indonesien    | Costa Rica                     | Peru                      | Australien            | Österreich            | Belarussische SSR       |
| 1975 | Kamerun             | Mauretanien      | Tansania   | Irak 3                         | Japan         | Costa Rica                     | Guyana                    | Italien               | Schweden              | Belarussische SSR       |
| 1976 | Benin               | Libyen 3         | Tansania   | Pakistan                       | Japan         | Panama                         | Guyana                    | Italien               | Schweden              | Rumänien                |
| 1977 | Benin               | Libyen 3         | Mauritius  | Pakistan                       | Indien        | Panama                         | Venezuela                 | Kanada                | BR Deutschland        | Rumänien                |
| 1978 | Gabun               | Nigeria          | Mauritius  | Kuwait 3                       | Indien        | Bolivien                       | Venezuela                 | Kanada                | BR Deutschland        | Tschechoslowakei        |
| 1979 | Gabun               | Nigeria          | Sambia     | Kuwait 3                       | Bangladesch   | Bolivien                       | Jamaika                   | Norwegen              | Portugal              | Tschechoslowakei        |
| 1980 | Niger               | Tunesien 3       | Sambia     | Philippinen                    | Bangladesch   | Mexiko                         | Jamaika                   | Norwegen              | Portugal              | DDR                     |
| 1981 | Niger               | Tunesien 3       | Uganda     | Philippinen                    | Japan         | Mexiko                         | Panama                    | Irland                | Spanien               | DDR                     |
| 1982 | Togo                | Zaire            | Uganda     | Jordanien 3                    | Japan         | Guyana                         | Panama                    | Irland                | Spanien               | Polen                   |
| 1983 | Togo                | Zaire            | Simbabwe   | Jordanien 3                    | Pakistan      | Guyana                         | Nicaragua                 | Malta                 | Niederlande           | Polen                   |
| 1984 | Burkina Faso 4      | Ägypten 3        | Simbabwe   | Indien                         | Pakistan      | Peru                           | Nicaragua                 | Malta                 | Niederlande           | Ukrainische SSR         |
| 1985 | Burkina Faso 4      | Ägypten 3        | Madagaskar | Indien                         | Thailand      | Peru                           | Trinidad und Tobago       | Australien            | Dänemark              | Ukrainische SSR         |
| 1986 | Volksrepublik Kongo | Ghana            | Madagaskar | Vereinigte Arabische Emirate 3 | Thailand      | Venezuela                      | Trinidad und Tobago       | Australien            | Dänemark              | Bulgarien               |
| 1987 | Volksrepublik Kongo | Ghana            | Sambia     | Vereinigte Arabische Emirate 3 | Japan         | Venezuela                      | Argentinien               | BR Deutschland        | Italien               | Bulgarien               |
| 1988 | Algerien 3          | Senegal          | Sambia     | Nepal                          | Japan         | Brasilien                      | Argentinien               | BR Deutschland        | Italien               | Jugoslawien             |
| 1989 | Algerien 3          | Senegal          | Äthiopien  | Nepal                          | Malaysia      | Brasilien                      | Kolumbien                 | Kanada                | Finnland              | Jugoslawien             |
| 1990 | Elfenbeinküste      | Zaire            | Äthiopien  | Jemen 3 5                      | Malaysia      | Kuba                           | Kolumbien                 | Kanada                | Finnland              | Rumänien                |
| 1991 | Elfenbeinküste      | Zaire            | Simbabwe   | Jemen 3 5                      | Indien        | Kuba                           | Ecuador                   | Österreich            | Belgien               | Rumänien                |
| 1992 | Kap Verde           | Marokko 3        | Simbabwe   | Japan                          | Indien        | Venezuela                      | Ecuador                   | Österreich            | Belgien               | Ungarn                  |
| 1993 | Kap Verde           | Marokko 3        | Dschibuti  | Japan                          | Pakistan      | Venezuela                      | Brasilien                 | Neuseeland            | Spanien               | Ungarn                  |
| 1994 | Nigeria             | Ruanda           | Dschibuti  | Oman 3                         | Pakistan      | Argentinien                    | Brasilien                 | Neuseeland            | Spanien               | Tschechien              |
| 1995 | Nigeria             | Ruanda           | Botswana   | Oman 3                         | Indonesien    | Argentinien                    | Honduras                  | Deutschland           | Italien               | Tschechien              |
| 1996 | Ägypten 3           | Guinea-Bissau    | Botswana   | Südkorea                       | Indonesien    | Chile                          | Honduras                  | Deutschland           | Italien               | Polen                   |
| 1997 | Ägypten 3           | Guinea-Bissau    | Kenia      | Südkorea                       | Japan         | Chile                          | Costa Rica                | Portugal              | Schweden              | Polen                   |
| 1998 | Gabun               | Gambia           | Kenia      | Bahrain 3                      | Japan         | Brasilien                      | Costa Rica                | Portugal              | Schweden              | Slowenien               |
| 1999 | Gabun               | Gambia           | Namibia    | Bahrain 3                      | Malaysia      | Brasilien                      | Argentinien               | Kanada                | Niederlande           | Slowenien               |
| 2000 | Mali                | Tunesien 3       | Namibia    | Bangladesch                    | Malaysia      | Jamaika                        | Argentinien               | Kanada                | Niederlande           | Ukraine                 |
| 2001 | Mali                | Tunesien 3       | Mauritius  | Bangladesch                    | Singapur      | Jamaika                        | Kolumbien                 | Irland                | Norwegen              | Ukraine                 |
| 2002 | Kamerun             | Guinea           | Mauritius  | Syrien 3                       | Singapur      | Mexiko                         | Kolumbien                 | Irland                | Norwegen              | Bulgarien               |
| 2003 | Kamerun             | Guinea           | Angola     | Syrien 3                       | Pakistan      | Mexiko                         | Chile                     | Deutschland           | Spanien               | Bulgarien               |
| 2004 | Algerien 3          | Benin            | Angola     | Philippinen                    | Pakistan      | Brasilien                      | Chile                     | Deutschland           | Spanien               | Rumänien                |
| 2005 | Algerien 3          | Benin            | Tansania   | Philippinen                    | Japan         | Brasilien                      | Argentinien               | Dänemark              | Griechenland          | Rumänien                |
| 2006 | Ghana               | Republik Kongo   | Tansania   | Katar 3                        | Japan         | Peru                           | Argentinien               | Dänemark              | Griechenland          | Slowakei                |
| 2007 | Ghana               | Republik Kongo   | Südafrika  | Katar 3                        | Indonesien    | Peru                           | Panama                    | Belgien               | Italien               | Slowakei                |
| 2008 | Burkina Faso        | Libyen 3         | Südafrika  | Vietnam                        | Indonesien    | Costa Rica                     | Panama                    | Belgien               | Italien               | Kroatien                |
| 2009 | Burkina Faso        | Libyen 3         | Uganda     | Vietnam                        | Japan         | Costa Rica                     | Mexiko                    | Österreich            | Türkei                | Kroatien                |
| 2010 | Gabun               | Nigeria          | Uganda     | Libanon 3                      | Japan         | Brasilien                      | Mexiko                    | Österreich            | Türkei                | Bosnien und Herzegowina |
| 2011 | Gabun               | Nigeria          | Südafrika  | Libanon 3                      | Indien        | Brasilien                      | Kolumbien                 | Deutschland           | Portugal              | Bosnien und Herzegowina |
| 2012 | Marokko 3           | Togo             | Südafrika  | Pakistan                       | Indien        | Guatemala                      | Kolumbien                 | Deutschland           | Portugal              | Aserbaidschan           |
| 2013 | Marokko 3           | Togo             | Ruanda     | Pakistan                       | Südkorea      | Guatemala                      | Argentinien               | Australien            | Luxemburg             | Aserbaidschan           |
| 2014 | Tschad              | Nigeria          | Ruanda     | Jordanien 3                    | Südkorea      | Chile                          | Argentinien               | Australien            | Luxemburg             | Litauen                 |
| 2015 | Tschad              | Nigeria          | Angola     | Jordanien 3                    | Malaysia      | Chile                          | Venezuela                 | Neuseeland            | Spanien               | Litauen                 |
| 2016 | Ägypten 3           | Senegal          | Angola     | Japan                          | Malaysia      | Uruguay                        | Venezuela                 | Neuseeland            | Spanien               | Ukraine                 |
| 2017 | Ägypten 3           | Senegal          | Äthiopien  | Japan                          | Kasachstan    | Uruguay                        | Bolivien                  | Italien               | Schweden              | Ukraine                 |
| 2018 | Elfenbeinküste      | Äquatorialguinea | Äthiopien  | Kuwait 3                       | Kasachstan    | Peru                           | Bolivien                  | Niederlande           | Schweden              | Polen                   |
| 2019 | Elfenbeinküste      | Äquatorialguinea | Südafrika  | Kuwait 3                       | Indonesien    | Peru                           | Dominikanische Republik   | Deutschland           | Belgien               | Polen                   |
| 2020 | Tunesien 3          | Niger            | Südafrika  | Vietnam                        | Indonesien    | St. Vincent und die Grenadinen | Dominikanische Republik   | Deutschland           | Belgien               | Estland                 |
| 2021 | Tunesien 3          | Niger            | Kenia      | Vietnam                        | Indien        | St. Vincent und die Grenadinen | Mexiko                    | Irland                | Norwegen              | Estland                 |
| 2022 | Gabun               | Ghana            | Kenia      | Vereinigte Arabische Emirate 3 | Indien        | Brasilien                      | Mexiko                    | Irland                | Norwegen              | Albanien                |
| 2023 | Gabun               | Ghana            | Mosambik   | Vereinigte Arabische Emirate 3 | Japan         | Brasilien                      | Ecuador                   | Malta                 | Schweiz               | Albanien                |
| 2024 | Algerien 3          | Sierra Leone     | Mosambik   | Südkorea                       | Japan         | Guyana                         | Ecuador                   | Malta                 | Schweiz               | Slowenien               |
| 2025 | Algerien 3          | Sierra Leone     | Somalia    | Südkorea                       | Pakistan      | Guyana                         | Panama                    | Dänemark              | Griechenland          | Slowenien               |
| 2026 |                     |                  | Somalia    |                                | Pakistan      |                                | Panama                    | Dänemark              | Griechenland          |                         |